# شهرداری لوچکی پوتوک
شهرداری لوچکی پوتوک (به لاتین: Municipality of Loški Potok) یک منطقهٔ مسکونی در اسلوونی است که در اسلوونی واقع شده‌است. شهرداری لوچکی پوتوک ۱۳۴٫۵ کیلومتر مربع مساحت و ۱٬۹۵۸ نفر جمعیت دارد.